# بحيرة دال
بحيرة دال بحيرة في مدينة سريناغار بولاية كشمير وهي ثاني أكبر بحيرة في الولاية وتعتبر من أهم وجهات السياحة والترفيه فيها، ويطلق عليها اسم «جوهرة في تاج كشمير» أو «جوهرة سريناغار». كما أن البحيرة أيضاً تعتبر مصدر تجاري هام في مجال صيد الأسماك وحصاد النباتات المائية.
يقع خط شاطئ البحيرة على مساحة حوالي 15.5 كيلومتر (9.6 ميل) ويضم الشاطئ حدائق من عهد المغول ومراكب سكانية وعدد من الفنادق. وتطل البحيرة على مناظر خلابة بحيث يمكنك رؤية عدد من القرى المجاورة، والمراكب المبحرة على طول البحيرة في ألوانها الجذابة. وخلال موسم الشتاء تنخفض درجات الحرارة لتصل أحيانا إلى -11 درجة مئوية وتتجمد البحيرة.
تغطي بحيرة دال مساحة قدرها 18 كم2 (6.9 ميل مربع)، وهي جزء من المساحات المائية الطبيعية التي تغطي مساحة 21.1 كيلومتر مربع (8.1 ميل مربع) وتشمل على حدائق العائمة، والمعروفة باسم «راد» في كشمير وتغطى خلال شهري تموز وآب بزهر اللوتس. وتقسم المساحات المائية من خلال الجسور إلى أربعة أحواض؛ وهي لوكوت دال وغاغريبال وبود دال وناغين. وأحواض اللوكوت دال وبود دال يوجد في مركزهم جزر يطلق عليهم «روب لانك» و «سونا لانك» على التوالي.
في الوقت الحالي، تمر بحيرة دال والحدائق المغولية المحاذية لها بتدابير مكثفة لمعالجة مشاكل التشبع الغذائي الخطير الذي تعاني منه البحيرة، ويجري حالياً بها استثمارات ضخمة بحوالي 275 مليون دولار أمريكي من قبل الحكومة الهندية لاستعادة البحيرة روعتها الأصلية.